# 綾瀬あかり
綾瀬 あかり（あやせ あかり）は、日本の声優。主にアダルトゲームに声をあてている。

## 人物
子供のころはかっこよさに憧れて女性警察官になりたいと考えていたが、もともと身長が低く採用試験の身体基準にも届きそうになかったことから諦めたという。
声優になったきっかけは、もともとは芝居が好きで舞台をやっていたところ、一緒の舞台に声優の方とも共演することがあり、「私、声優をやりたかったんだ」と思うようになったことから。その後は声優の養成所に入り、声優としてデビューした。
収録日当日に胃腸炎になるも言い出すことができず、無理して収録に臨んだことがあった。その収録自体はOKをもらえたものの、あとからディレクターに「そういう時は言ってくれていいんだよ」と諭されたという。

## 出演作品
太字は主役・メインキャラクター

### ゲーム

#### 2011年
- A.G.II.D.C. 〜あるぴじ学園2.0 サーカス史上最大の危機!?〜（日下部 小夜[2]）
- おっぱい学園マーチングバンド部! 〜発情ハメ撮り活動日誌〜（久宝寺 夏海[3]）
- グリザイアの果実 - LE FRUIT DE LA GRISAIA -（古森 めぐみ、ニャンメル）
- 虜囚女教師 〜肉欲の放課後〜（観崎 美早紀）

#### 2012年
- グリザイアの迷宮 - LE LABYRINTHE DE LA GRISAIA -
- fortissimo EXS//Akkord:nächsten Phase（姫白 九理[4]）
- マテリアルブレイブ

#### 2013年
- グリザイアの楽園 -LE EDEN DE LA GRISAIA-（古森 めぐみ）
- サムライホルモン（殺山 那由他[5]）
- バレーコーチんぐ!〜崖っぷちな俺と、バレー部員達とのエッチでドキドキ合宿猛特訓!〜（雛森 杏）

#### 2014年
- オナフォ〜矯正操作で雌に変えてしまうアプリ〜（沢渡 理子）[6]
- 奪 〜人の妻、売ります〜（宇津木 椿姫）[7]
- 変恋≒黒歴史（東郷 樹里）[8]
- 悪堕ラビリンス-囚われ魔王と奈落の狂人-（ルミカ）[9]
- ハーレムめいと（弱気タイプ）[10]

#### 2015年
- いきなり同棲性活?!（沢村 雪）[11]
- さくらにかげつ（夜九 ころぶ）[12]
- ソーサリージョーカーズ（睦壬 緋奈）[13]
- らぶらぶ♥プリンセス 〜お姫がさまいっぱい!もっとエッチなハーレム生活!!〜（パルル・プルル・エルラント）[14]
- アヤカシ散華（卜部 橘華）[15]
- りばいぶ〜幽霊生活はパラダイス〜（高松 千早）[16]
- ナデレボ!（架月院 乃蒼）[17]

#### 2016年
- GEARS of DRAGOON 2 〜黎明のフラグメンツ〜（夜桜）[18]
- つい・ゆり〜おかあさんにはナイショだよ〜（佐倉 双葉）[19]
- にーづま部!! -放課後はえっちな花嫁修業だよ-（有森 つむぎ）[20]
- あなたをオトコにしてあげる!（双葉 射月）[21]
- ボクの××は寮生たちの特権です!（仁科 実栗）[22]
- らぶちゃ〜つま先立ちで、瞳をとじて〜（藤森 聖架）[23]
- Dearest Blue（芳川 乃亜）[24]
- 死に逝く君、館に芽吹く憎悪（夏花）[25]
- 即イキびしょぬれアスリート!〜潮吹き絶頂するアスリートヒロインたち〜（真木 めぐる）[26]
- Re:LieF〜親愛なるあなたへ〜（海蔵 もも）[27]
- 空のつくりかた（リーザル・フェッフォゥンファルフォン）[28]
- 恋は夢見る妄烈ガール!（夕凪 シズク）[29]
- ぜったい遵守☆にゅ〜こづくりわーるど（朝槻 ほまれ）[30]
- BALDR HEART EXE（凄斧のアクサ）

#### 2017年
- リアルエロゲシチュエーション!（里神 ゆり）[31]
- 水葬銀貨のイストリア（神峯 灯）
- ルリのかさね 〜いもうと物語り〜（初駒 ルリ）
- 絆きらめく恋いろは（銀杏田 萌生菜）
- 戯ィ牙 〜ファンリューゲ†クリフォト〜（波那海 りるか）

#### 2018年
- カスタムオーダーメイド3D2キャラクターパック （天然サディスティックな小悪魔）
- リアルエロゲシチュエーション! H×3（里神 ゆり）
- お兄ちゃん、朝までずっとギュッてして!（女未 すみ）
- その大樹は魔界を喰らう!（イノリ）
- コイカツ!（柊 このみ、ものぐさ、後輩キャラ、のじゃっ子）
- マジック&スラッシュ -見習い冒険者リルのHな大冒険-（ミミ）

#### 2019年
- 絆きらめく恋いろは -椿恋歌-（銀杏田 萌生菜）
- タマユラミライ
- お兄ちゃん、朝までずっとギュッてして! 夜までもっとエッチして!（女未 すみ）

#### 2020年
- 異世界で俺はエロ経営のトップになる!（エーディト・アーレンス）
- 放課後シンデレラ（ミサち）
- ドーナドーナ いっしょにわるいことをしよう（神麓 凛、小林 早奈）[32][33]

#### 2021年
- シュヴァリエ・ヒストリエ (チチルヨーホ)
- 女勇者と幻想カジノ 〜求む亜人巨乳美人ギャンブラー〜 (フランセス・ジェイド・グレゴリー)
- 閃鋼のクラリアス（リディア）[34]
- The BLUE 頂（芳川 乃亜）
- コイカツ！サンシャイン（後輩キャラ/のじゃっ子/ものぐさ）

#### 2022年
- 放課後シンデレラ ミニファンディスク ～あなたと帰る最後の下校道～（ミサち）

#### 2023年
- だらぱこ（みこ[35]）
- ハニカム（性格:無邪気、案内役:パル）

### オンラインゲーム
- 要塞少女 (マーレ、チトセ)
- 宝石姫 JEWEL PRINCESS（パール、カーネリアン）

### CD
- いちゃらぶ×あねいも すい〜とぷでぃんぐ3（椿）[36]

### インターネット番組
- 自宅すたじおのニコ生放送！（ニコニコ生放送美少女ゲームチャンネル『GIGA STATION』内：2015年9月17日 - 11月19日）